# Чекан (летательный аппарат)
«Чекан» — белорусский беспилотный летательный аппарат, разработанный конструкторским бюро «Дисплей». Классифицируется как дрон-камикадзе. Производится на 558-м авиаремонтном заводе.

## Описание
Впервые презентован на выставке MILEX-2021. В 2024 году принят на вооружение белорусской армии.
Представляет собой барражирующий боеприпас, стартующий с пускового устройства. Имеет автоматический и автоматизированный режимы управления полётом. Наведение на цель осуществляется в автоматическом, автоматизированном и ручном режимах. Предназначается для уничтожения живой силы противника, легкобронированных целей, миномётных и артиллерийских позиций. Кроме того, дрон может применяться для разведки. В базовом варианте оснащается осколочно-фугасной боевой частью. Анонсирована возможность создания версии с БЧ кумулятивного действия, способной поражать бронетанковую технику.
Тактико-технические характеристики:
- максимальная взлётная масса – 12 кг, в том числе масса боевой нагрузки – 1,8 кг;
- тактический радиус действия в режиме разведки – до 25 км, наведения – до 10 км;
- высота в режиме разведки – от 250 до 300 м, наведения – от 150 до 200 м;
- время работы — 45 минут[5];
- максимальная скорость – 90 км/ч.